# Gustav Jacob Canton
Pour l’article homonyme, voir Canton (homonymie).
Gustav Jacob Canton (né le 7 avril 1813 à Mayence, mort le 20 mars 1885 à Munich) est un peintre allemand.

## Biographie
Canton est le fils d'un marchand d'épices. Il reçoit ses premières leçons de peinture et de dessin auprès des peintres Nikolaus Müller (de) et Louis Catoir. En 1832, il s'installe à Munich et étudie à l'Académie des beaux-arts jusqu'en 1836. Il entreprend des voyages d'études dans les montagnes bavaroises, au Tyrol et en Suisse.
En 1837, il se rend à Düsseldorf pour approfondir ses connaissances en peinture de paysage à l'Académie des beaux-arts de Düsseldorf. De 1838 à 1847, il est l'élève de Johann Wilhelm Schirmer, Andreas Achenbach et Carl Friedrich Lessing. En 1844, avec Wilhelm Camphausen, Henry Ritter, Rudolf Jordan, Hans Fredrik Gude, Rudolf von Normann et Frederik Nicolai Jensen, Canton fonde le groupe démocrate et académicien Crignic, dont le nom est composé des initiales des membres. Ce groupe est considéré comme le précurseur de Malkasten, fondée en 1848, à laquelle il appartient également.

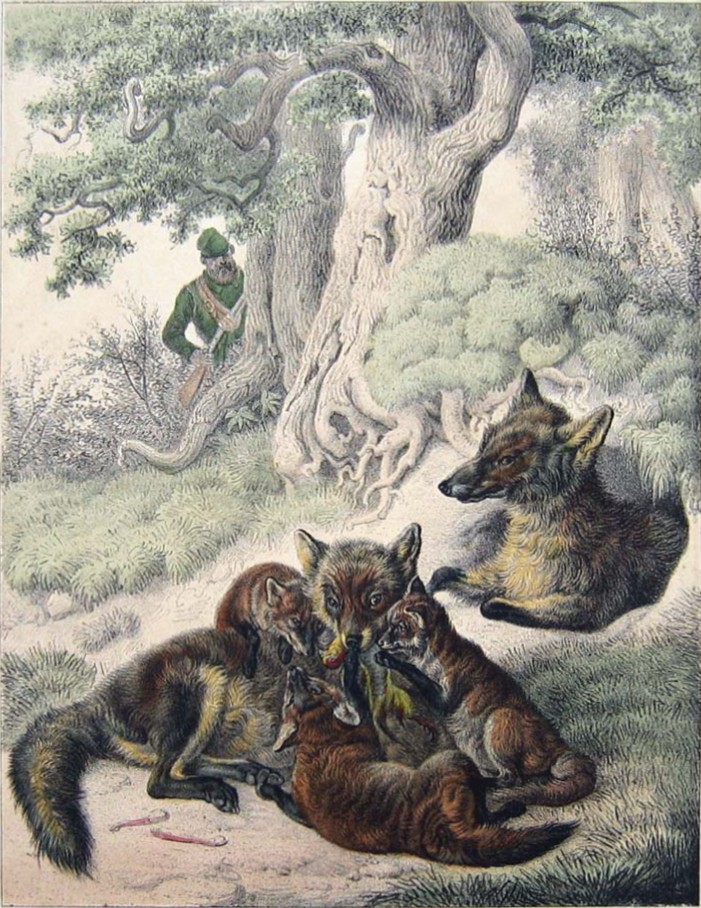
Devant la tanière du loup (lithographie couleur sur papier)

En 1851, Canton fait partie des artistes dont le travail est exposé à la Düsseldorf Gallery (de) de New York. La même année, il voyage en Angleterre et en Écosse, où il travaille comme lithographe. Dans les années 1850, il illustre plusieurs livres, dont Der Thiergarten eine Aufforderung an die Jugend zu heiterer Betrachtung der lebendigen Natur qu'il écrit lui-même. Ses illustrations de The Story of Reynard the Fox, que le poète écossais David Vedder (1790-1854) publie à Londres à partir de 1852, le font particulièrement connaître.
De 1853 à 1857, Canton fait un grand tour de l'Italie, du sud de la France et des Pyrénées. Il séjourne à Rome de 1855 à octobre 1857. En 1856, il est « inspecteur des salades » et en 1857 « officier de police » au Cervarofest de l'Association des artistes allemands de Rome. Il est représenté sur un tableau du Cervarofest en 1856, peint par les peintres Charles Quaedvlieg (de) et Robert Alexander Hillingford.
En 1860, il vit à Mayence. En 1864, il retourne à Munich et voyage à travers les pays alpins et l'Italie. A Munich, il meurt d'une pneumonie.